# Wilhelm Noll (Architekt)
Wilhelm Noll (* 4. Oktober 1864 in Wiesbaden; † 13. März 1930 in Saarbrücken) war ein deutscher Architekt und vor allem in Saarbrücken tätig.

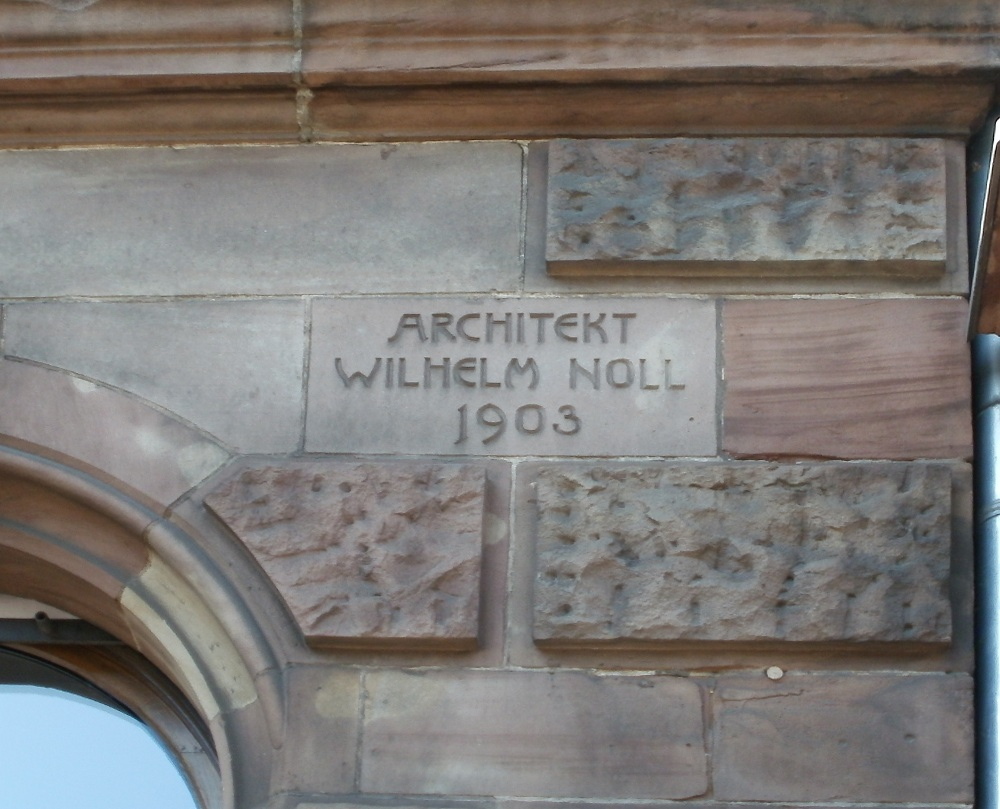
Bautensignatur „Architekt Wilhelm Noll 1903“ am Haus Großherzog-Friedrich-Straße 47 in Saarbrücken

## Wirken
Noll war zwischen 1897 und 1900 als Bauleiter am Bau des Rathauses St. Johann beteiligt, später war er als selbständiger Architekt in der damals noch eigenständigen Stadt St. Johann bzw. in Saarbrücken tätig. Durch die Bautensignatur am 1907 fertiggestellten Wohn- und Geschäftshaus Paul-Marien-Straße 13 ist seine Mitgliedschaft im Bund Deutscher Architekten (BDA) belegt. Im ebenfalls von ihm selbst entworfenen Nachbarhaus Paul-Marien-Straße 11 / Mainzer Straße wohnte er um 1911.
Einige seiner Bauten lassen sich dem Jugendstil zuordnen; etliche der erhaltenen Gebäude stehen heute unter Denkmalschutz und sind in der Liste der Baudenkmäler in St. Johann (Saar) zu finden.

## Bauten in St. Johann bzw. Saarbrücken (Auswahl)
- Lessingstraße 20[2]
- Paul-Marien-Straße 11 / Mainzer Straße
- 1902: Rathausplatz 4–6
- 1902: Großherzog-Friedrich-Straße 39[3]
- 1903: Paul-Marien-Straße 13
- 1903: Futterstraße 9[3]
- 1903: Großherzog-Friedrich-Straße 47[3]
- 1908–1909: Wohnhaus Bismarckstraße 19[3]
- 1909: Dudweilerstraße 8[3]
- 1909: Gerberstraße 44[3]
- 1909–1910: Villa, Am Staden 13[3]
- 1911: Villa, Am Staden 25[3]
- 1919: Dudweilerstraße 77[3]